# Annenberg Center for Communication
The Annenberg Center for Communication (ACC) presso la University of Southern California è un istituto che promuove la ricerca interdisciplinare in comunicazione tra la USC School of Cinematic Arts, Viterbi School of Engineering, e la separata USC Annenberg School for Communication (anche questa fondata da Walter Annenberg).

## Corpo docente
Tra i docenti affiliati all'ACC vi sono:
Jonathan Aronson, Simon Wilkie, Mizuko Itō, Donald Abelson, Francois Bar, Julian Bleecker, John Seely Brown, Vincent Cerf, Peter Cowhey, Pierre de Vries, Bill Dutton, John Gage, Jōichi Itō, Michael Kleeman, Eli Noam, Larry Smarr,  Robert Stein, Jeremy Strick, Robert Winter

## 2007 Riconfigurazione
Nel marzo del 2007 (con effetti dal luglio del 2007), è stato annunciato che la strategia di finanziamento dell'Annenberg Center for Communication avrebbe spostato la sua priorità sul finanziamento delle posizioni per la ricerca interdisciplinare, con 4 milioni di dollari all'anno distribuiti per più di 100 posizioni di affiliazione .